# Hephathus orientalis
Hephathus orientalis är en insektsart som beskrevs av Rauno E. Linnavuori 1953. Hephathus orientalis ingår i släktet Hephathus och familjen dvärgstritar. Inga underarter finns listade i Catalogue of Life.